# Entbündeltes DSL
Entbündeltes DSL (auch reines DSL, pures DSL, nacktes DSL, engl.: naked DSL, Standalone DSL) bezeichnet einen DSL-Breitbandzugang, der entbündelt vom herkömmlichen Festnetzanschluss angeboten wird.
Technologieneutraler und allgemeiner spricht man auch von einem reinen Datenanschluss oder entbündelten Breitbandzugang. Damit ist dann beispielsweise Kabelinternet ohne daran gebundenes Kabelfernsehen-Abonnement begrifflich genauso abgedeckt wie ein reiner Mobilfunk-basierter Internetzugang ohne verbundenen Mobilfunk-Sprachtarif.

## Technische Unterscheidung von herkömmlichem Privatkunden-DSL
Die an Privatkunden gerichteten DSL-Varianten wurden ursprünglich von den Festnetzanbietern unter der Prämisse vermarktet, den herkömmlichen Festnetzanschluss zu ergänzen. Das Frequenzspektrum der Telefonleitung wird dazu mittels Splitter in zwei Bereiche getrennt; das Festnetz nutzt unverändert weiter den unteren Frequenzbereich der Anschlussleitung, während die aufmodulierte digitale Datenübertragung ausschließlich die vormals ungenutzten oberen Frequenzbereiche in Anspruch nimmt.
Bei entbündeltem DSL entfällt diese Leitungsaufteilung mittels Splitter und der untere Frequenzbereich wird entweder für DSL mitgenutzt, so etwa bei den traditionell vornehmlich an Firmenkunden vermarkteten xDSL-Varianten, bei denen das gesamte Frequenzspektrum der Kupferdoppelader Verwendung findet (SDSL), oder liegt einfach brach, wenn die übliche Privatkunden-ADSL-Technik eingesetzt wird, wie es bei den meisten an Privatkunden vermarkteten entbündelten DSL-Angeboten heute üblich ist. Eine Ausnahme stellte in Deutschland die bereits seit mehreren Jahren an Privatkunden adressierte SDSL-basierte Q-DSL-home-Produktschiene des Anbieters QSC dar.

## Marktrelevanz
An Konsumenten ausgerichtetes entbündeltes DSL in Form von ADSL-basierten Zugängen wird seit 2006 auf dem deutschen Markt angeboten auf der Basis der vollständig entbündelten Teilnehmeranschlussleitung (zum Beispiel von HanseNet in Form des Produkts Alice Light).
Der regulierte Standalone-Bitstromzugang stellt einen entbündelten DSL-Anschluss des etablierten Netzbetreibers als Vorleistung für konkurrierende Telefongesellschaften und Internet Service Provider dar. Die Deutsche Telekom muss diesen seit Sommer 2008 zur Verfügung stellen.

### Datenanschluss als Basis für die Festnetz-Substitution
Entbündeltes DSL oder allgemein entbündelte Breitbandanschlüsse sind vor allem deshalb von Interesse, weil immer mehr Teilnehmer auf klassische Festnetztelefonie verzichten und stattdessen Mobilfunk oder die ohne herkömmliche Festnetz-Vermittlungstechnik realisierbare und daher kostengünstigere IP-Telefonie (Voice-over-IP; VoIP) einsetzen.
Dieser Migrationsprozess setzt auch seitens der klassischen Festnetzanbieter zunehmend ein (z. B. HanseNet, Arcor); bei deren auf Datenanschlüssen basierenden Angeboten mit IP-Telefonie spricht man von NGN-Anschlüssen.

#### Einschränkungen
Telefonie wird bei Datenanschlüssen meist mittels SIP realisiert, wobei die üblichen über das herkömmliche leitungsvermittelte Telefonnetz realisierten Datendienste hierbei nur eingeschränkt zur Verfügung stehen. So fehlen etwa über SIP emulierten ISDN-Anschlüssen die auf volldigitaler Signalübertragung basierenden Dienste und Merkmale wie Datenkanal, ISDN-Videotelefonie, Datex-P und G4-ISDN-Fax mit 64 kB/s. Fax-Datendienste auf der Basis analoger Faxmodem-Übertragung sind je nach Media Gateway und eingesetztem Codec eingeschränkt. Telefonie ist bei einem teilnehmerseitigen Stromausfall oder Synchronisationsverlust nicht mehr möglich.

## Einzelbelege
1. ↑  Teltarif.de vom 12. September 2006: ADSL-Angebote ohne klassischen Telefonanschluss